# Switch rolkanje
Switch rolkanje [svíč rólkanje] je rolkanje v obratnem položaju (sleng stance) na rolki (če je normalen položaj regular, potem je switch položaj goofy oziroma obratno). Obraten položaj poznamo pri vseh športih na deski, kjer stojimo z boki naprej.
V obraten položaj rolkar pristane pri trikih, pri katerih se obrne za 180 stopinj (iz switch v navadnega in obratno).
Switch rolkanje se je razvijalo počasneje kot drugi moderni triki, ker je bila oblika rolke dolgo drugačna spredaj in zadaj. Moderne rolke so zaradi switch rolkanja (skoraj) enake spredaj in zadaj. Switch triki so veliko težji, saj se mora rolkar znova naučiti vse osnove s tem, ko nogi zamenjata funkciji. Tako je switch rolkanje asociirano s tehničnim rolkanjem in se je komaj pred nekaj leti začelo pogosteje pojavljati v vertikalnem rolkanju. Izgled switch in navadnih trikov je popolnoma enak (velikokrat se razlikujejo v slogu), zato je potrebno poznati rolkarjev normalni položaj, da lahko trik pravično ceniš.
Mnogo rolkarjev lahko med switch rolkanju prepoznamo zaradi tega, ker se poganjajo mongo. Swtich rolkanje je vedno bolj popularno, ker je rolkanju dodalo novo dimenzijo in je podvojilo število trikov. Pete Eldrige je celo izjavil, da bo vse trike izvajal v switch položaju, da bi dosegel stanje, ko ne bi več čutil razlike med položajema.